# 克雷昂塞
克雷昂塞（法語：Créancey，法語發音：[kʁeɑ̃sɛ]）是法国科多尔省的一个市镇，位于该省中西部，属于博讷区。

## 地理
克雷昂塞（47°14'49"N, 4°35'9"E）面积16.71 平方千米，位于法国勃艮第-弗朗什-孔泰大區科多尔省，该省份为法国中东部省份，北起奥布省，西接涅夫勒省和约讷省，南至索恩-卢瓦尔省，东南接汝拉省，东临上索恩省，东北部与上马恩省接壤。
与克雷昂塞接壤的市镇（或旧市镇、城区）包括：锡夫里昂蒙塔涅、马孔日、欧苏瓦地区普伊、瑟马雷、欧苏瓦地区旺德内斯、科马兰、梅伊叙鲁夫尔。
克雷昂塞的时区为UTC+01:00、UTC+02:00（夏令时）。

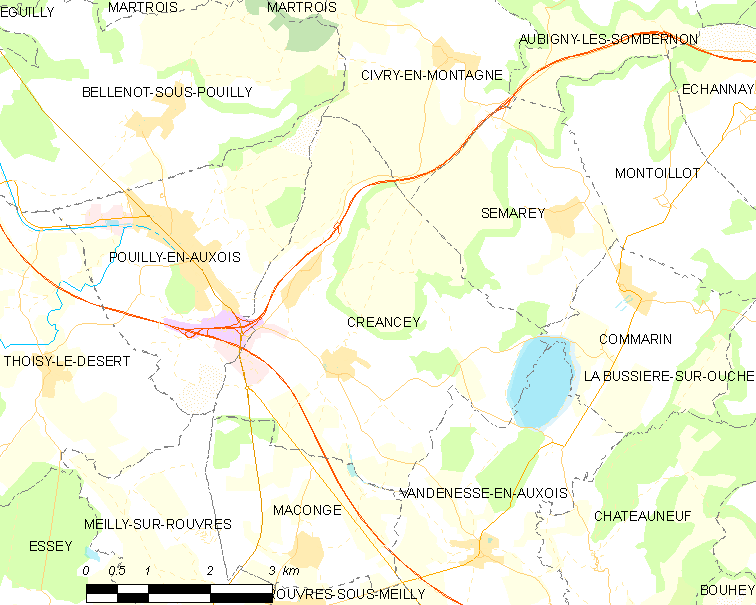
克雷昂塞的OSM定位图

## 行政
克雷昂塞的邮政编码为21320，INSEE市镇编码为21210。

## 政治
克雷昂塞所属的省级选区为阿尔奈勒迪克县。

## 文化

### 建筑
- 圣桑福里安教堂（法語：Église Saint-Symphorien）
- 勃艮第运河拱桥（法語：Voûte du canal de Bourgogne - Créancey）

## 交通
法国国家A38号高速公路经过境内并设有出入口，另有科多尔省省道D16线、D18线、D114D线、D977线等在境内交汇。

## 人口

1962-2008年间克雷昂塞人口变化图示

克雷昂塞于2022年1月1日时的人口数量为520人。